# أنتونيو ناتاريو
انتونيو ناتاريو (بالإسبانية: Antonio Notario) (19 نوفمبر 1972 بماتارو في إسبانيا - ) هو لاعب كرة قدم إسباني في مركز حراسة المرمى. شارك مع منتخب إسبانيا تحت 19 سنة لكرة القدم ومنتخب إسبانيا تحت 23 سنة لكرة القدم. أما مع النوادي، فقد لعب مع ريال مورسيا وسلتا فيغو ونادي ألباسيتي ونادي إشبيلية ونادي غرناطة ونادي ألمرية ‏ وفالنسيا ميستايا.

## وصلات خارجية
- أنتونيو ناتاريو على موقع قاعدة بيانات كرة القدم.إي يو (الإنجليزية)
- أنتونيو ناتاريو على موقع Soccerway.com (الإنجليزية)